# Пожарные Чикаго (12-й сезон)
Двенадцатый сезон американского драматического телесериала «Пожарные Чикаго», премьера которого состоялась на канале NBC 17 января 2024 г., а финальная серия сезона вышла 22 мая 2024 года. Сезон состоит из тринадцати эпизодов.

## В ролях

### Основной состав
- Тейлор Кинни - лейтенант Келли Северайд – бригада спасателей 3.
- Кара Киллмер - главный парамедик Сильви Бретт, скорая 61 (эпизод 1 - 6)
- Дэвид Эйденберг - лейтенант Кристофер Херрманн – машина 51.
- Джо Миносо — пожарный/шофёр Джо Круз - бригада спасателей 3.
- Кристиан Столт — пожарный Рэнди «Мауч» Макхолланд — машина 81.
- Миранда Рэй Мейо - лейтенант Стелла Кидд, машина 81.
- Имонн Уокер — заместитель шефа 4 округа Уоллес Боуден.
- Дэниэл Кайри - пожарный Даррен Риттер, машина 81.
- Альберто Розенде - пожарный Блейк Галло, машина 81. (премьерный эпизод)
- Ханако Гринсмит - парамедик Вайолет Миками, скорая 61.

## Эпизоды
| № общий | № в сезоне | Название                                       | Режиссёр      | Автор сценария | Дата премьеры   | Зрители в США (млн) |
| --- | ---------- | ---------------------------------------------- | ------------- | -------------- | --------------- | ------------------- |
| 240 | 1          | «Едва ушёл» «Barely Gone»                      | Реза Табризи  | Андреа Ньюман  | 17 января 2024  | 7.00                |
| Пожарная часть 51 вынуждена делить свое помещение с пожарной частью 17. Кидд и Херман ссорятся из-за Риттера. Дело о поджоге проверяет отношения Кидд и Северейда. Пожарная часть 51 прощается с одним из своих. |            |                                                |               |                |                 |                     |
| 241 | 2          | «Зовите меня Макхолланд» «Call Me McHolland»   | Лиза Демэйн   | Мэтт Уитни     | 24 января 2024  | 6.58                |
| 242 | 3          | «Захваченный» «Trapped»                        | Реза Табризи  | Майкл Гилвари  | 31 января 2024  | 6.73                |
| 243 | 4          | «Мелочи» «The Little Things»                   | Лиза Робинсон | Виктор Теран   | 7 февраля 2024  | 6.30                |
| 244 | 5          | «На крючке» «On The Hook»                      | Неизвестно    | Неизвестно     | 21 февраля 2024 | 6.40                |
| 245 | 6          | «Порт во время шторма» «Port in the Storm»     | Неизвестно    | Неизвестно     | 28 февраля 2024 | 6.58                |
| 246 | 7          | «Красный флаг» «Red Flag»                      | Неизвестно    | Неизвестно     | 20 марта 2024   | 6.33                |
| 247 | 8          | «Вся тьма» «All the Dark»                      | Неизвестно    | Неизвестно     | 27 марта 2024   | 6.26                |
| 248 | 9          | «Что-то в ней» «Something About Her»           | Неизвестно    | Неизвестно     | 3 апреля 2024   | 6.07                |
| 249 | 10         | «Не тот парень» «The Wrong Guy»                | Неизвестно    | Неизвестно     | 1 мая 2024      | 6.05                |
| 250 | 11         | «Внутренний человек» «Inside Man»              | Неизвестно    | Неизвестно     | 8 мая 2024      | 6.08                |
| 251 | 12         | «Под давлением» «Under Pressure»               | Неизвестно    | Неизвестно     | 15 мая 2024     | 5.86                |
| 252 | 13         | «Никогда не говори прощай» «Never Say Goodbye» | Неизвестно    | Неизвестно     | 22 мая 2024     | 5.79                |

## Производство

### Разработка
10 апреля 2023 г. телеканал NBC заказал двенадцатый сезон телесериала.